# Datalink
Een datalink is een vorm van elektronische gegevensuitwisseling via een verbinding tussen twee of meer punten. In de praktijk wordt vaak een draadloze verbinding gebruikt voor het verzenden van gegevens tussen slechts twee punten. In zo'n geval wordt een radioverbinding voor het overdragen van de informatie gebruikt. Een welbekend voorbeeld van een datalink is SMS.
In de luchtvaart wordt veelvuldig gebruikgemaakt van datalinks, een voorbeeld hiervan is Aircraft Communications Addressing and Reporting System (ACARS).